# Beijing Enlight Pictures
Beijing Enlight Pictures Co., Ltd. (xinès tradicional: 北京光線影業有限公司, xinès simplificat: 北京光线影业有限公司, pinyin: Běijīng Guāngxiàn Yǐngyè Yǒuxiàn Gōngsī) és una productora xinesa. El 2014 la companyia era el tercer distribuïdor més gran a la Xina, amb un 7,75% del mercat. Beijing Enlight Pictures era una filial de Beijing Enlight Media pel 100% de participació.

## Història
El 2012, la pel·lícula de baix pressupost Lost in Thailand es va convertir en un èxit comercial a la Xina. El 2015 els drets d'emissió de Hollywood Adventures, The Left Ear i Lost in Hong Kong van ser adquirits per Star Chinese Movies.

## Filmografia
Incloent coproduccions.
| - Triangle (2007) - Flash Point (2007) - Missing (2008) - All About Women (2008) - All's Well, Ends Well 2009 (2009) - All's Well End's Well Too 2010 (2010) - City Under Siege (2010) - Legend of the Fist (2010) - The Detective 2 (2011) - Mural (2011) - Sleepwalker (2011) - Speed Angels (2011) - New Perfect Two (2012) - An Inaccurate Memoir (2012) - The Four (2012) - Beijing Blues (2012) - Sad Fairy Tale (2012) - The Assassins (2012) - The Last Tycoon (2012) - Lost in Thailand (2012) - Mid-Night Train (2013) - The Chef, the Actor, the Scoundrel (2013) - So Young (2013) - Badges of Fury (2013) - Balala the Fairies: The Magic Trial (2014) - Armor Hero Atlas (2014) | - Where Are We Going, Dad? (2014) - My Old Classmate (2014) - The Four III (2014) - The Breakup Guru (2014) - Triumph in the Skies (2015) - Snow Girl and the Dark Crystal (2015) - The Left Ear (2015) - Hollywood Adventures (2015) - Balala the Fairies:The Mystery Note (2015) - The Witness (2015) - Mojin: The Lost Legend (2015) - Lost in Hong Kong (2015) - The Mermaid (2016) - Yesterday Once More (2016) - Buddies in India (2016) - Big Fish & Begonia (2016) - Throne of Elves (2016) - Crying Out In Love (2016) - I Belonged to You (2016) - Suspect X (2017) - Ne Zha - Shaolin Temple remake (N/S) - Pel·lícula de Black Jack (N/S) |